# Copa de Competencia de Primera División
Copa de Competencia fue la denominación común de distintos torneos oficiales, organizados entre 1907 y 1952, por las sucesivas entidades posteriormente convertidas en la Asociación del Fútbol Argentino, oficiales y disidentes. Por regla general, se disputaban por eliminación directa, en forma paralela al campeonato de Primera División.
Durante el período de 1907 a 1952, la Copa Competencia se erigió como el pináculo competitivo de la época. Este torneo, considerado el más prestigioso de su tiempo, destacaba por su constancia y la participación de un mayor número de equipos en comparación con otros campeonatos. Algunos miembros del plantel de River Plate subrayaban la trascendencia de este campeonato, enfatizando su nivel competitivo y la exigencia que implicaba en cada temporada. Tal como expresó Vaghi en 1937 en el diario "La Opinión": "Este campeonato es lo más importante por su nivel y la constancia que se requiere a lo largo del año".

## Ediciones
En las distintas ediciones, tomó diferentes denominaciones, según el trofeo puesto en juego y la asociación que la organizó. A las regidas por los entes oficiales se las llamó Copa de Competencia «Chevallier Boutell» y Copa de Competencia «Jockey Club», por el trofeo que otorgaban. Las copas de las asociaciones disidentes no llevaron ningún nombre específico, salvo la Copa de Competencia «La Nación», disputada en 1913 y 1914.
| Años        | Trofeo                                   | Entidad organizadora                       | Entidad/es invitada/s                                                        |
| ----------- | ---------------------------------------- | ------------------------------------------ | ---------------------------------------------------------------------------- |
| 1900 a 1906 | «Chevallier Boutell»                     | Argentine Football Association             | Liga Rosarina de Football y Liga Uruguaya de Football                        |
| 1907 a 1933 | «Jockey Club»                            | Argentine Football Association (h. 1912)   | Liga Rosarina de Football (h. 1919) y Asociación Amateurs Rosarina (en 1920) |
| 1907 a 1933 | «Jockey Club»                            | Asociación Argentina de Football (d. 1913) | Liga Rosarina de Football (h. 1919) y Asociación Amateurs Rosarina (en 1920) |
| 1913 y 1914 | «La Nación»                              | Federación Argentina de Football           | Federación Rosarina de Football (en 1913)                                    |
| 1932 y 1933 | Copa de Competencia de la Liga Argentina | Liga Argentina de Football                 |                                                                              |
| 1952        | Copa de Competencia Jockey Club          | Asociación del Fútbol Argentino            |                                                                              |

## Historial
| Edición                         | Campeón                                                               | Resultado (Des.)                                                      | Subcampeón                                                            | Sede de la final                                                      | Notas                                                                                  |
| Cup Tie Competition             | Cup Tie Competition                                                   | Cup Tie Competition                                                   | Cup Tie Competition                                                   | Cup Tie Competition                                                   | Cup Tie Competition                                                                    |
| ------------------------------- | --------------------------------------------------------------------- | --------------------------------------------------------------------- | --------------------------------------------------------------------- | --------------------------------------------------------------------- | -------------------------------------------------------------------------------------- |
| 1900                            | Belgrano Athletic                                                     | 2 - 0                                                                 | Rosario Athletic                                                      | Flores, Buenos Aires                                                  |                                                                                        |
| 1901                            | Alumni                                                                | 2 - 1 (t.s.)                                                          | Rosario Athletic                                                      | Lomas Athletic Club, Longchamps                                       | Primera final definida en tiempo suplementario                                         |
| 1902                            | Rosario Athletic                                                      | 1 - 1, 1 - 1 / (2 - 1) (t.s.)                                         | Alumni                                                                | Sociedad Hípica Argentina, Buenos Aires                               | Única final definida con un partido de desempate                                       |
| 1903                            | Alumni                                                                | 3 - 2 (t.s.)                                                          | Rosario Athletic                                                      | Sociedad Hípica Argentina, Buenos Aires                               |                                                                                        |
| 1904                            | Rosario Athletic                                                      | 3 - 2 (t.s.)                                                          | CURCC                                                                 | Flores, Buenos Aires                                                  |                                                                                        |
| 1905                            | Rosario Athletic                                                      | 4 - 3 (t.s.)                                                          | CURCC                                                                 | Sociedad Hípica Argentina, Buenos Aires                               |                                                                                        |
| 1906                            | Alumni                                                                | 10 - 1                                                                | Belgrano Athletic                                                     | Quilmes Atlético Club, Quilmes                                        |                                                                                        |
| Copa de Competencia Jockey Club |                                                                       |                                                                       |                                                                       |                                                                       |                                                                                        |
| 1907                            | Alumni                                                                | 4 - 2                                                                 | Belgrano Athletic                                                     | Belgrano, Buenos Aires                                                |                                                                                        |
| 1908                            | Alumni                                                                | 5 - 0                                                                 | Argentino de Quilmes                                                  | Belgrano, Buenos Aires                                                |                                                                                        |
| 1909                            | Alumni                                                                | 5 - 1                                                                 | Newell's Old Boys                                                     | Banco de la Nación Argentina, Buenos Aires                            |                                                                                        |
| 1910                            | Estudiantes                                                           | 3 - 1                                                                 | GEBA                                                                  | Sin datos                                                             |                                                                                        |
| 1911                            | San Isidro                                                            | 4 - 2 (t.s.)                                                          | Estudiantes                                                           | Sin datos                                                             |                                                                                        |
| 1912                            | San Isidro                                                            | 2 - 1                                                                 | Quilmes                                                               | Sin datos                                                             |                                                                                        |
| 1913 (AAF)                      | San Isidro                                                            | 2 - 0                                                                 | Racing Club                                                           | Sin datos                                                             |                                                                                        |
| 1913 (FAF)                      | Rosario Central                                                       | 3 - 2                                                                 | Argentino de Quilmes                                                  | GEBA, Buenos Aires                                                    |                                                                                        |
| 1914 (AAF)                      | River Plate                                                           | 4 - 0                                                                 | Newell's Old Boys                                                     | Sin datos                                                             |                                                                                        |
| 1914 (FAF)                      | Independiente                                                         | -                                                                     | Argentino de Quilmes                                                  | Sin datos                                                             | Se le dio por ganada a Independiente luego de que Argentino de Quilmes abandonó la FAF |
| 1915                            | Porteño                                                               | 2 - 1                                                                 | Racing Club                                                           | Sin datos                                                             |                                                                                        |
| 1916                            | Rosario Central                                                       | 2 - 1                                                                 | Independiente                                                         | Racing Club, Avellaneda                                               |                                                                                        |
| 1917                            | Independiente                                                         | 2 - 1 (t.s.)                                                          | Estudiantes de La Plata                                               | Sin datos                                                             |                                                                                        |
| 1918                            | Porteño                                                               | 2 - 1                                                                 | River Plate                                                           | Sin datos                                                             |                                                                                        |
| 1919                            | Boca Juniors                                                          | 1 - 0 (t.s.)                                                          | Rosario Central                                                       | GEBA, Buenos Aires                                                    |                                                                                        |
| 1920                            | Rosario Central                                                       | 2 - 0                                                                 | Sportivo de Almagro                                                   | GEBA, Buenos Aires                                                    |                                                                                        |
| 1921                            | Sportivo Barracas                                                     | 2 - 1                                                                 | Nueva Chicago                                                         | Sin datos                                                             |                                                                                        |
| 1924                            | Independiente                                                         | 1 - 1, 0 - 0, 1 - 0                                                   | Sportivo de Almagro                                                   | Sin datos                                                             |                                                                                        |
| 1925 (AAF)                      | Sportivo Barracas                                                     | 2 - 1                                                                 | Nueva Chicago                                                         | Sin datos                                                             |                                                                                        |
| 1925 (AAmF)                     | Independiente                                                         | 2 - 0                                                                 | Sportivo de Almagro                                                   | River Plate, Buenos Aires                                             |                                                                                        |
| 1926                            | Independiente                                                         | 3 - 1                                                                 | Lanús                                                                 | Sin datos                                                             |                                                                                        |
| 1931                            | Sportivo Balcarce                                                     | 1 - 1, 4 - 1                                                          | Sportivo Almagro                                                      | Sin datos                                                             |                                                                                        |
| 1932                            | River Plate                                                           | 3 - 1                                                                 | Estudiantes de La Plata                                               | El Gasómetro, Buenos Aires                                            |                                                                                        |
| 1933 (AAF)                      | Nueva Chicago                                                         | 1 - 0                                                                 | Banfield                                                              | Almagro, Buenos Aires                                                 |                                                                                        |
| 1933 (LAF)                      | Racing Club                                                           | 4 - 0                                                                 | San Lorenzo                                                           | Chacarita Juniors, Buenos Aires                                       |                                                                                        |
| 1952                            | No se completó debido al fallecimiento de la primera dama, Eva Perón. | No se completó debido al fallecimiento de la primera dama, Eva Perón. | No se completó debido al fallecimiento de la primera dama, Eva Perón. | No se completó debido al fallecimiento de la primera dama, Eva Perón. | No se completó debido al fallecimiento de la primera dama, Eva Perón.                  |

## Palmarés
| Equipo                  | Campeonatos | Subcampeonatos | Años campeón                       | Años subcampeón  |
| ----------------------- | ----------- | -------------- | ---------------------------------- | ---------------- |
| Alumni                  | 6           | 1              | 1901, 1903, 1906, 1907, 1908, 1909 | 1902             |
| Independiente           | 5           | 1              | 1914, 1917, 1924, 1925, 1926       | 1916             |
| Rosario Athletic        | 3           | 3              | 1902, 1904, 1905                   | 1900, 1901, 1903 |
| Rosario Central         | 3           | 1              | 1913, 1916, 1920                   | 1919             |
| San Isidro              | 3           | -              | 1911, 1912, 1913                   |                  |
| River Plate             | 2           | 1              | 1914, 1932                         | 1918             |
| Porteño                 | 2           | -              | 1915, 1918                         |                  |
| Sportivo Barracas       | 2           | -              | 1921, 1925                         |                  |
| Racing Club             | 1           | 2              | 1933                               | 1913, 1915       |
| Belgrano Athletic       | 1           | 2              | 1900                               | 1906, 1907       |
| Nueva Chicago           | 1           | 2              | 1933                               | 1921, 1925       |
| Estudiantes (BA)        | 1           | 1              | 1910                               | 1911             |
| Boca Juniors            | 1           | -              | 1919                               |                  |
| Sportivo                | 1           | -              | 1931                               |                  |
| Argentino de Quilmes    | -           | 3              |                                    | 1908, 1913, 1914 |
| Almagro                 | -           | 3              |                                    | 1920, 1924, 1931 |
| Peñarol                 | -           | 2              |                                    | 1904, 1905       |
| Estudiantes de La Plata | -           | 2              |                                    | 1917, 1932       |
| Newell's Old Boys       | -           | 2              |                                    | 1909, 1914       |
| Quilmes                 | -           | 1              |                                    | 1912             |
| Lanús                   | -           | 1              |                                    | 1916             |
| Banfield                | -           | 1              |                                    | 1933             |
| San Lorenzo             | -           | 1              |                                    | 1933             |